# Que personne ne sorte
Pour plus de détails, voir Fiche technique et Distribution.
Que personne ne sorte (aussi connu sous le titre Dernière enquête de Wens) est un film de Noël franco-belge réalisé par Ivan Govar et sorti en 1962.

## Synopsis
L'action se passe à Bruges où, le soir de Noël, Adélia, une romancière qui écrit des contes pour enfant, a rendez-vous avec Jo, un bel homme qu'elle a rencontré pendant ses dernières vacances. Elle croit passer un réveillon en tête-à-tête avec celui-ci, mais quand il arrive, il est accompagné de deux personnages à l'aspect patibulaire ; quelques minutes plus tard, trois autres les rejoignent, puis c'est le tour de Karine, une jeune femme qui se présente comme la femme de l'un d'entre eux, mais qui est en fait la maîtresse de Jo. Auparavant, un homme a été criblé de balles sur la route de Bruges et laissé pour mort, il parvient cependant à gagner une station-service afin de prévenir la police. 
La police est en ce moment mobilisée à la suite de l’enlèvement de la fillette d'un banquier afin d'obtenir une rançon. L'homme blessé indique à la police la cachette des malfaiteurs, il s'agit de la villa d'Adélia. La police confie alors à Wens le soin de neutraliser la bande. Il utilisera pour cela plusieurs déguisements et parviendra à tuer cinq des bandits. Jo ne sera que blessé et tentera de s'enfuir avec Karine et la fillette, mais Wens les rattrape, les deux hommes se font face, Wens lâche son arme afin que Jo ne tire pas sur la fillette. Mais Karine intervient et tue Jo. Wens lui conseille alors d'aller se cacher en Angleterre.

## Fiche technique
- Titre : Que personne ne sorte
- Réalisation : Ivan Govar
- Scénario : Ivan Govar et Jacques Séverac d'après le roman Six hommes à tuer de Stanislas-André Steeman[1]
- Dialogues : André Tabet
- Photographie : Pierre Levent
- Montage : Bob Wade
- Décors : Claude Bouxin
- Producteurs : André Allard, Jean-Claude Bergey et Ivan Govar
- Pays d'origine :  Belgique |  France
- Format : Noir et blanc - Mono
- Genre : Comédie dramatique, Comédie policière
- Durée : 90 minutes (1 h 30)
- Dates de sortie : 1962

## Distribution
- Philippe Nicaud : Wens
- Jacqueline Maillan : Adelia Plunkett
- Marie Daëms : Karine
- Jean-Pierre Marielle : Jo Adams
- Jess Hahn : Bugsy Weis
- Jacques Dumesnil : Le directeur de la police
- Maria Pacôme : Pauline
- Max de Rieux : Professeur Schwarz
- Jean Bouchaud : Peter Panto
- Roger Dutoit : Charlie Ross
- Noël Roquevert : Révérend Murdoch
- Stéphane Steeman : Adonis
- André Dumas
- Joëlle Gozzi : Pamela
- Gold : le chien